# Sơn thục cảnh
Sơn thục cảnh (danh pháp hai phần: Homalomena pendula) là loài thực vật thuộc họ Ráy. Đây là loài bản địa của Thái Lan, Indonesia và Malaysia. Loài này cũng có mặt tại Việt Nam.

## Hình ảnh

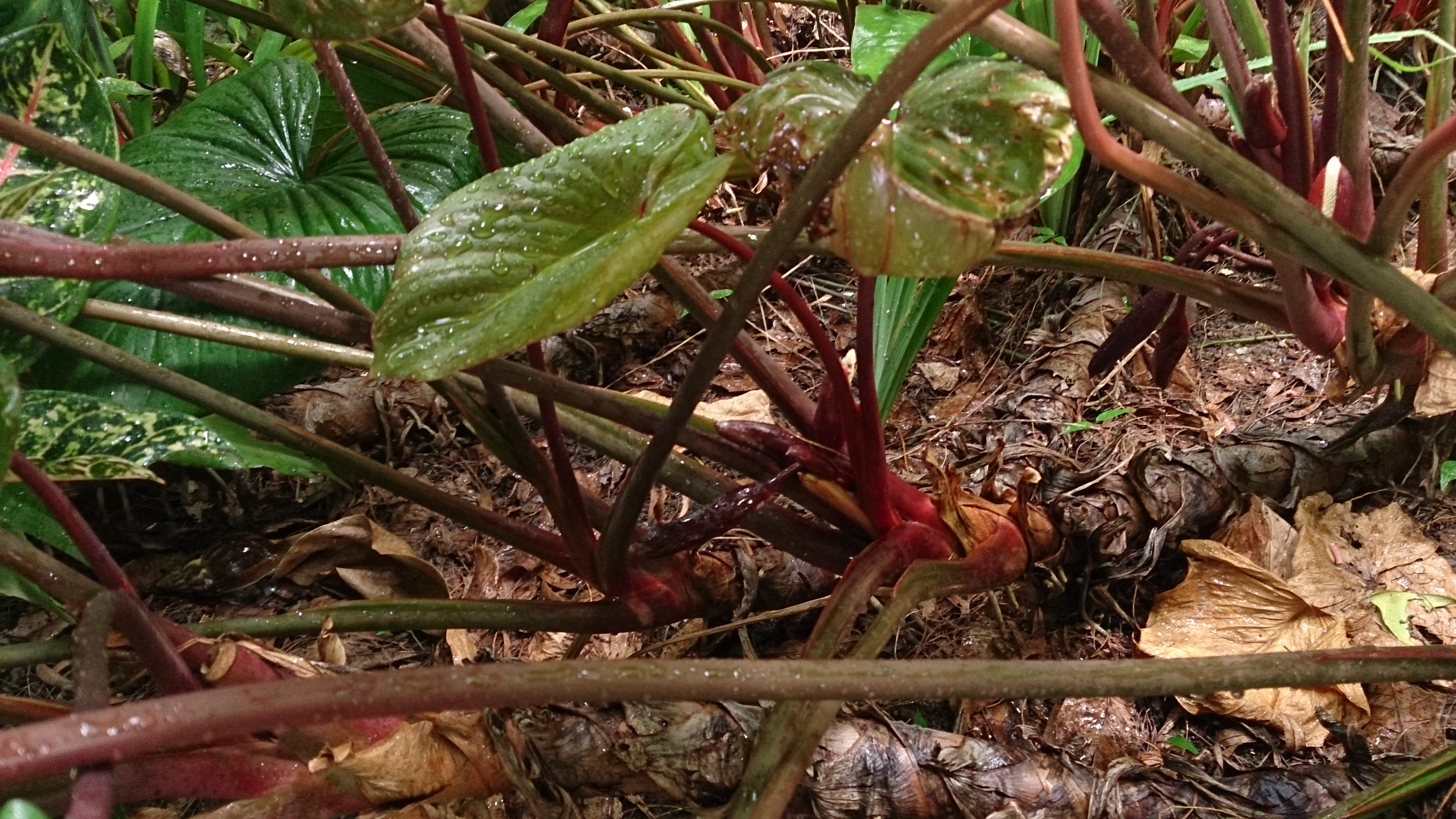